# Kristófer Kristinsson
Kristófer Ingi Kristinsson (Garðabær, 7 aprile 1999) è un calciatore islandese, attaccante del Breiðablik.

## Caratteristiche tecniche
È un'ala sinistra.

## Carriera

### Club
Ha esordito fra i professionisti il 25 febbraio 2018 con la maglia del Willem II in occasione dell'incontro di Eredivisie vinto 1-0 contro il Roda JC. La stagione seguente gioca poche partite di campionato e si rifiuta di rinnovare il contratto venendo messo fuori rosa. Il 19 giugno 2019 firma un contratto con il Grenoble.

### Nazionale
Ha giocato nelle nazionali giovanili islandesi Under-16, Under-18, Under-19 ed Under-21.

## Palmarès

### Club

#### Competizioni nazionali
- Campionato islandese: 1

Breiðablik: 2024
- Coppa di Lega islandese: 1

Breiðablik: 2024